# Station Vranov nad Topľou
Station Vranov nad Topľou is het treinstation van de stad Vranov nad Topľou. 

## Ligging
Station Vranov nad Topľou is gelegen in het oosten van Slowakije.
Ten opzichte van de bewoonde stadskern, ligt het station in westelijke richting. Het vormt een scheiding tussen de bebouwde kom en de stedelijke industriezone en is bereikbaar via de straat: «Staničná».

## Lijnen
Het station ligt aan de spoorlijnen:
- 193: Prešov - Humenné
- 192: Trebisov - Vranov nad Topľou.

## Dienstverlening
Anno 2025 zijn er informatie- en ticketfaciliteiten beschikbaar voor binnenverkeer en internationaal verkeer. Er is eveneens mogelijkheid tot reservering van zitplaatsen, lig- en bedplaatsen.

## Treindienst
- Op lijn 193 (Prešov - Humenné) rijden regelmatig Os-treinen (stoptreinen).
- Daarentegen is (ondanks de protesten van de omwonenden) het passagiersverkeer op lijn 192 tussen Vranov nad Topľou en Trebišov opgeschort sedert 2003.